# Жалование
Жа́лование или жа́лованье (ист. трактамент) — плата за службу, постоянное денежное пособие, выдаваемое регулярно (обычно ежемесячно). 
Такое денежное пособие может иметь разные формы, в том числе:
- стипендиум (ранее);
- стипендия — денежное пособие, выдаваемое учащимся;
- роялти (royalties) — периодические выплаты, причитающиеся держателю авторских прав;
- пособие по безработице — регулярная социальная денежная выплата государством лицам, признанными по закону безработными;
- заработная плата — денежное вознаграждение, получаемое работником за свой труд;
- финансовая рента — ряд последовательных платежей, производимых через равные промежутки времени.

## История жалований на Руси
В старину «жалование» означало сетование, печаль, затем милость, льготу, дар. Такой характер имело жалованье, которое вольные слуги получали за службу у древнерусских князей, в виде различных поземельных владений.
С течением времени, когда служба из вольной стала невольной и сделалась повинностью, поместные дачи и поземельные льготы явились вознаграждением за исправное отбывание этой повинности, служилые люди приобрели юридическое право на это жалование, что всего ярче выразилось в постановлениях об указной части вдовы (см. также Поместье).
В древнерусском языке также употреблялось слово алафа. Это слово встречается как в официальных документах Золотой Орды, так и в актах Руси (России), в просторечии из него образовалось слово «лафа», означающее «хорошее положение, хорошую долю».

### Жалование великих и удельных князей своим должностным лицам
На Руси при великих и удельных князьях лица, служившие в области управления и суда, получали за свою службу вознаграждение в виде корма и иных доходов, причём предоставление такой доходной должности рассматривалось как награда и самая должность называлась жалованьем.
С уничтожением системы кормления должностям присвоены были денежные оклады.

### Жалование служилых людей
В XIV—XVIII веках служилые люди за службу получали денежное или поместное жалование, титулы и другие вознаграждения. Например желдаки (солдаты или наёмники) Русского войска, получали жалованье на корм: сержант — 9 денег на день, каптенармус и подпрапорщик — 8 денег в день, капитан — 7 рублей на месяц, поручик — 5 рублей на месяц. Затем выдавались полтина подъемных денег, «да за шубу по полтине». Жены и матери желдаков (солдат или наёмников) получали, кроме того, безденежно из государевой казны соль.

### Жалование городовым дворянам и боярским детям
В Русском государстве XVI и XVII веков городовым дворянам и детям боярским выдавалось денежное жалованье:
- ежегодное, так называемые «деньги из чети»[4] или четвертное денежное жалованье, а жалованных называли «четвертчиками»[5];
- «за службы и посылки» и всякий раз по особому челобитью получателя — «деньги с городом» (деньги городовые)[6].

### XIX век
В XIX веке жалованием называлось на русском законодательном языке только часть вознаграждения, получаемого лицом, состоящим на государственной службе. Все в совокупности виды денежных выдач по службе, производимых как из сумм государственного казначейства, так и из других источников (из земских сумм, городских и общественных доходов, из специальных средств отдельных ведомств и т. п.), именовались содержанием. К видам содержания относились:
- жалованье;
- столовые деньги;
- квартирные деньги по штатам и особым назначениям;
- денежные аренды, производящиеся на службе пенсии и всякое, под каким бы то ни было наименованием, добавочное содержание.

Это различие имело большое практическое значение при назначении пенсии и добавочного жалованья (и то, и другое назначалось в зависимости от суммы жалованья), при переборах и во многих других случаях. Обыкновенно содержание служащих слагалось из трёх элементов:
1. жалованья (основной элемент),
2. столовых денег,
3. квартирных денег или квартир в натуре.

Размер каждого из этих элементов определялся в штатах, установленных для каждого ведомства и учреждения. По некоторым должностям производилось, впрочем, одно только жалование, или жалование вместе со столовыми, или жалование вместе с квартирными. В виде исключения оклады содержания назначались не в зависимости от должности, а по чину, или по особым Высочайшим повелениям, или по усмотрению начальства; последнее имело место только по отношению к канцелярским чиновникам и служителям, которые не могли быть отнесены к числу должностных лиц в собственном смысле. Лица, служащие по вольному найму, получали содержание по соглашению с начальством. Количественное отношение трёх главных элементов содержания выяснялось из постановлений, относящихся к тем случаям, когда чиновники получали содержание в одной общей сумме. В этих случаях 1/4 годового оклада считалось квартирными, если служащий не имел казённого помещения, а из остальных 3/4 одна половина считалась жалованием, а другая — столовыми деньгами; из общего же содержания лиц, пользующихся казённым помещением, одна половина причисляется к жалованию, а другая — к столовым деньгам.
Выдача содержания производилась помесячно, причём жалование выдавалось за истекающий месяц, столовые — за месяц вперёд, квартирные — за треть года вперёд. Переборы жалования, столовых и квартирных денег, зависящие от смерти, отставки или оставления чиновников за штатом, принимались на счёт казны. В прибавках к жалованью за пятилетия службы (в размере от 20 до 25 %) заключалось одно из главных преимуществ службы в отдалённых и привилегированных местностях. В тех случаях, где допущено было соединение двух должностей, должностное лицо получало по обеим должностям только жалование и столовые деньги. Особые постановления имелись для случаев исправления должности и для отпусков. Лицам, состоящим под судом и следствием, содержание уменьшалось на основании особых правил. Лицам, оставленным за штатом, в течение года или до определения их на должность производилось жалование (но не все содержание). Начальник, который без особой законной причины задержит следующие его подчинённому жалование или же другие денежные или иные выдачи, подвергался денежному взысканию в пользу обиженного подчинённого, вдвое против суммы или цены неправильно им задержанного

### В военном деле
О жаловании в военном ведомстве — см. денежное довольствие.